# Cerkev sv. Antona Padovanskega, Beograd
Cerkev sv. Antona Padovanskega v Beogradu (latinsko Templum Sancti Antonii Patavini in Singidunō; srbsko Црква Светог Антуна Падованског, latinizirano: Crkva Svetog Antuna Padovanskog) stoji v beograjskem naselju Rdeči križ (latinsko Crux Rubra; srbsko Crveni krst); pripada Katoliški cerkvi in je župnijska cerkev v dekaniji Beograd, župniji Beograd – Sveti Anton Padovanski ter je od ustanovitve dodeljena v upravljanje frančiškanskemu redu.

## Zgodovina

### Frančiškani pomagajo "svojemu" škofu
Frančiškan Rafael Rodič je 1923 postal apostolski upravitelj jugoslovanskega dela Banata, iz katerega se je oblikovala Apostolska uprava s središčem v Velikem Bečkereku; danes je to Zrenjaninska škofija
Ustanovitev nadškofije v Beogradu - ki obsega ozemlje nekdanje Kraljevine Srbije s sufragansko škofijo v Skopju - obenem s področjem, ki ji je bilo pripojeno po Balkanskih vojnah in obsega Makedonijo, Kosovo in Sandžak - je bila predvidena s konkordatom, ki ga je Sveti sedež sklenil s Kraljevino Srbijo in je bil v Rimu podpisan 24. junija, narodna skupščina v Nišu pa ga je potrdila 8. avgusta 1914.
Glede na ta mednarodni dogovor je bil 29. oktobra 1924 imenovan Rafael Rodič za prvega nadškofa dotedanje Škofije Beograd-Smederevo, ki je dobila skupni novi naziv kot Beograjska nadškofija.
V 2. členu konkordata iz 1914 glede novih škofij beremo določbo:
| Srbsko besedilo | Slovenski prevod |
| --- | --- |
| У Краљевини Србији оснива се једна црквена покрајина коју чине Архиепископија београдска, са седиштем у престоници, чије подручје обухвата границе Србије пре Лондонског и Букурештанског мировног уговора из 1913. године – и суфраганска епископија скопска, са седиштем у Скопљу који обухвата новоослобођене крајеве – прелазећи из надлежности верске пропаганде у регуларну државу. | V Kraljevini Srbiji ustanavljamo cerkveno pokrajino, ki jo sestavljata: Beograjska nadškofija s sedežem v prestolnici; njeno področje zajema meje Srbije pred Londonsko in Bukareštansko mirovno pogodbo iz leta 1913 – in sufraganska Skopska škofija s sedežem v Skopju; njeno področje zajema novoosvobojene kraje – ki preidejo iz pristojnosti Verske propagande v redno upravo. |

Iz gornjega je očitno, da v Kraljevini Srbiji takrat še nihče ni mislil na vprašanje Vojvodine, ki je spadala v Avstroogrsko cesarstvo - in je novonastali državi pripadla takorekoč nepričakovano po končani Prvi svetovni vojni.
Sorazmerno dokaj pozno - šele po zapletenih diplomatskih prizadevanjih - je med drugimi dobila 1923 svojega apostolskega upravitelja tudi banatska apostolska uprava s sedežem v Velikem Bečkereku. Nastanek nove države SHS je namreč povzročil, da je bilo razkosanih več prejšnjih škofij, ki so se našle ob novih mejah, ali pa so pripadle kaki sosednji državi. Tako usodo je doživela Sombateljska škofija, pa Goriška nadškofija, Lavantinska škofija, Krška škofija, Tržaško-koprska škofija, pa tudi stara Čanadska škofija iz 11. stoletja, katere največji (vzhodni) del je prigrabila Romunija, najmanjši (severni) del je ostal na Madžarskem, nekako srednji (zahodni) del pa si je "prisajedinila" nova država Južnih Slovanov ne glede na to, da so bili Slovani na tem področju pravzaprav le v neznatin večini, kot tudi po celi takratni Vojvodini, kjer so stoletja živeli kot številna manjšina v slogi in razumevanju ter sodelovanju Nemci, Madžari in Hrvati - ponekod pa še Romuni, Slovaki in Čehi. Nova škofija se razteza severno od Beograda in jo na jugu omejuje Donava, na zahodu pa Tisa. 
Po besedah barskega nadškofa frančiškana Milinoviča so ime Rafaela Rodiča večkrat omenjali kot možnega škofa na kaki izpraznjeni škofiji že davno za časa predvojne Avstro-Ogrske.
Kot frančiškanski gvardijan na Trsatu je Rafael Rodič srečno prebrodil skupaj s svojimi sobrati težke čase po Prvi svetovni vojni, ko so morali nekaj časa potrpežljivo in iznajdljivo, neprostovoljno prenašati Italijansko zasedbo povezano s sumničenji, zasliševanji in hišnimi preiskavami. 10. februarja 1923 je prejel imenovanje za apostolskega upravitelja jugoslovanskega dela Banata v Kraljestvu Slovencev, Hrvatov in Srbov in se je brez odlašanja preselil v Veliki Bečkerek v Vojvodini.
V spremnem pismu k imenovanju ga je nuncij Pellegrinetti pohvalil, češ da ga osebno sicer še ne pozna, vendar da je o njem slišal veliko lepega; obenem pa mu ni prikrival težav in vsakovrstnega pomanjkanja, ki ga čaka v novi službi. Opozarja ga, da bo imel težko delo, saj "nima niti škofijske palače, niti sodelavcev niti stolnice".

#### Redovniki in redovnice gradijo domove, cerkve in kapele
Ob njegovem prihodu je bilo v celi Beograjski nadškofiji le pet duhovnikov na 40.000 vernikov, v naglo se razvijajočem mestu pa vedno večje število katoličanov - ki niso imeli na razpolago niti ene same cerkve.
Beograd je postal sedaj prestolnica nove države in je privlačil ljudi najrazličnejših slojev in poklicev - tudi katoličane; številna so bila slovenska in hrvaška dekleta, ki so prihajale kot služkinje v premožnejše hiše; zanje so šolske sestre ustanovile zavetišče na ulici Vojvoda Milenka 68 in jim pomagale pri iskanju službe. Za bolnike v bolnišnicah so začele skrbeti slovenske usmiljenke, ki so si uredile samostan in kapelo na Višegradski ulici 23. Med bolniki, zlasti med pravoslavnim življem, so postale tako priljubljene, da so jih začeli imenovati kar "plavi angeli". 
Sem, v Beograd, so prihajali tudi številni uradniki, kakor tudi častniki ter vojaki na služenje vojaškega roka, politiki, umetniki, znanstveniki, izobraženci in razni obrtniki, pa tudi navadni delavci. Katoličani so se priseljevali tudi drugod po Srbiji, zlasti v rudarska središča kot navadni, ali pa tudi visoko usposobljeni delavci - zlasti sredi recesije iz trboveljskih revirjev v rudnike Bor, Zaječar, Aleksinac in dnevnokopni premogovnik Ravna Reka. Zato je število katoličanov naraščalo tako v Srbiji kot v Beogradu. V prestolnici je bilo leta 1921 katoličanov 10.000, 1926 pa čez 16.000. Število katoličanov pa je v Beogradu skokovito naraščalo in tako je bilo glede na Popis prebivalstva 1931 v prestolnici med 288.938 prebivalci rimokatoličanov že nekajkrat več, in sicer kar 56.776; to je bila skoraj petina vseh meščanov.

#### "Brez sleherne človeške pomoči"
Nuncij Pellegrinetti v spremnem pismu ni niti malo olepševal obupnih razmer in strahotne revščine, v kateri se je tedaj nahajala novoustanovljena nadškofija. Čeprav razmere v Banatu niso bile rožnate, so bile v Srbiji obupne. Nuncij je torej Rafaelu Rodiću surovo realistično opisal težavne razmere takole:
| Bez svake ljudske pomoći | Brez sleherne človeške pomoči |
| --- | --- |
| Znaj, katedrale nemaš, a nije se ni počela graditi; nadb. kurije ne ima, svećenika je jako malo, vjernici su u najudaljenijim mjestima razasuti, redovničkog zavoda nikakova, ni muškog ni ženskog, katoličkih škola nikakovih, siromaštvo najveće – a sve se ovo ima urediti malne bez svake ljudske pomoći | Vedi, stolnice nimaš, a niso je niti začeli graditi; nadškofijska palača ne obstaja; duhovnikov je zelo malo, verniki so razkropljeni po najbolj oddaljenih krajih, redovniške hiše ni niti ene – ne moške ne ženske; katoliških šol ni nobenih, a vlada najhujša revščina - a vse to bo treba urediti takorekoč brez sleherne človeške pomoči |

Kot prvi škof velikanske novonastale škofije v čisto spremenjenih razmerah je moral takorekoč vse začeti znova; zato se je takoj vrgel na delo in se najprej naslonil na pomoć raznih redovnih moških in ženskih družb, s pomočjo katerih je začel ustanavljati nove župnije po Beogradu in širši Srbiji. Duhovno oskrbo so potrebovali vojaki, uradniki, diplomatsko osebje, pa tudi drugi delavci, ki so prihajali iz vseh predelov nekdanje Avstro-Ogrske, in ki so poslej spadali v kraljestvo SHS. Začele so delovati tudi dobrodelne ustanove, da bi vsaj malo lajšale hudo revščino priseljencem in domačinom. 
Škof, škofija in verniki so bili skrajno revni in zato niso zmogli dokončati začetih podjetij, ki bi jih škofija z rastočim številom vernikov nujno potrebovala, a to so bile predvsem versko-vzgojno-izobraževalne ustanove s pripadajočimi poslopji, kjer bi se šolali duhovniški pripravniki ali izobraževala mladina; potrebna je bila stolnica, kjer bi se zbirali verniki – s pripadajočo nadškofijsko palačo in osebjem – a ni bilo niti enega ne drugega ne tretjega. Računajoč na dobro voljo in pomoč države, kralja in dobrotnikov - zlasti pa škofa Glattfelderja - ki je menda obljubil tozadevno pomoč-, se je lotil Rodič prevelikega - takorekoč nemogočega podjetja, ki je bilo zaradi katoličanom neprijaznega in sovražnega okolja že vnaprej obsojeno na neuspeh; uštel se je namreč prav v oceni dobre volje in radodarnosti velikih dobrotnikov: državnega vodstva, kralja in škofov, česar številni manjši dobrotniki seveda niso mogli nadomestiti.
Kot vesten frančiškan nadškof seveda ni pozabil na svoje redovne brate, saj je bil več let tudi gvardijan na Trsatu. Ob imenovanju je zagotovil provincijalu, kakor tudi svojemu trsatskemu nasledniku - Slovencu Vošnjaku, da bo še naprej ostal frančiškan in da bo delal v čast in prid svojemu redu, kolikor bo najbolj mogel. To je izpolnjeval, kadar in kolikor mu je bilo mogoče. Povabil je svoje redovne sobrate, ki so se z navdušenjem podali na takorekoč misijonsko področje in v dokaj tvegano podjetje: frančiškani so obenem z drugimi redovniki postali njegova največja opora pri oranju ledine. 
Na tem območju jih omenjajo viri sicer že v 15. stoletju; frančiškanski samostan so uničili Turki 1521, drugič v 17. stoletju; ko so ponovno 1727 zgradili cerkev in samostan, so ga zaradi turškega obleganja 18. septembra 1739 zopet morali zapustiti in se preseliti v Zemun.
V Beograd - ki je postal 1918 prestolnica nove države Južnih Slovanov SHS - so se frančiškani zopet vrnili pred sto leti, 1925.

### Frančiškani gradijo samostan in cerkev
Ko je Rodič prišel kot prvi redni nadškof v zgodovini v prestolnico, je bila edina cerkvica in stavba, ki so jo imeli katoličani v Beogradu na razpolago, kapelica Svetega Ladislava v sklopu avstroogrskega veleposlaništva. Društvo za graditev cerkve v Beogradu, ki je bilo ustanovljeno 1920, je začelo zbirati denar za novo cerkev. Kmalu pa so uvideli, da iz te moke ne bo kruha, pa so prispevali zbrani denar, kar je delno pokrilo stroške. Odkupili so 1925 staro avstroogrsko veleposlaništvo z vrtom in kapelo, pa je zavetnik postal Kristus Kralj, čigar praznik je prav tega leta uvedel papež Pij XI.. Glede na možnosti so jo tudi povečal ter razširili: dobili so dvorano za shode in nastope, malo povečana cerkvica pa je pridobila tudi zvonik. Zaradi utesnjenosti nikakor ni mogla postati podobna "normalnim" katedralam po drugih krščanskih evropskih mestih. Mestne in državne oblasti se niso prilagodile željam škofa in vernikov - ter so prikrito in odkrito na vse načine ovirale načrte po veliki stolnici. Glede na konkordat iz 1914 s Kraljevino Srbijo - kar je v podobni obliki izrazil tudi konkordat iz 1935 s Kraljevino Jugoslavijo - bi morala država kriti stroške za gradnjo stolnice, škofove rezidence in ustanov, ki so potrebne za normalno delovanje Cerkve - zlasti s podporo za semenišče - pa se je oblast na ta določila raje požvižgala. 
Po mnenju nekaterih zgodovinarjev je uživala Katoliška Cerkev - podobno kot tudi vse druge priznane verske skupnosti - v Stari Jugoslaviji popolno svobodo delovanja;. Načeloma je morda to držalo, vendar je bila praksa drugačna in bolj naklonjena Srbski pravoslavni Cerkvi (SPC); zato drugi zgodovinarji ugotavljajo, da je bila v primeri s SPC Katoliška Cerkev za marikaj prikrajšana in v slabšem položaju, zlasti kar se tiče gmotne podpore - čeprav številčno na državni ravni ni mnogo zaostajala.
Ker je ta neobhodna pomoč - kljub izrečni omembi v konkordatu in mnogim vztrajnim prošnjam - izostajala, ali pa - kot imajo navado reči Srbi - "jeste kapalo, ali nije teklo" ("je kapljalo, ampak ni teklo") - je to usodno ovirala napredek nove nadškofije. Namerno ali naključno nagajanje se vidi iz tega, da nadškofija ni dobila za novo stolnico in pripadajoča poslopja niti enega veljavnega gradbenega dovoljenja vse obdobje Rodičevega škofovanja, pa tudi ne do dneva dandanašnjega (2024) - sto let po ustanovitvi nadškofije in prihodu njenega nadškofa v prestolnico nove države. Kljub temu moramo priznati, da so se razmere zlasti za časa preudarnega in uravnovešenega Hočevarjevega škofovanja obrnile precej na bolje in da je tako državna kot mestna oblast pomembno podprla več nadškofovih načrtov. 
V omenjenem času pa je pomanjkanje denarnih sredstev pestilo vse po vrsti in tudi frančiškane od vsega začetka njihovega prihoda v Srbijo in Beograd. Oni so kljub temu v sorazmerno kratkem času zgradili in samostan in cerkev - medtem ko je škofija prav zaradi zadolženega semenišča "Crisinum" prišla na boben.
Katoliška Beograjska nadškofija je torej zaman večkrat moledovala za pomoč, ki bi ji sicer pripadala. Nadškof je naletel na gluha ušesa tako pri kralju kot pri vladi – ki pa je istočasno obilno podpirala številne načrte SPC v samem Beogradu in šire. Pomoči pa ni mogel izprositi kljub velikim naporom niti drugod po Jugoslaviji ali celo tujini: tako končno ni videl drugega izhoda, ko da je ponudil papežu Piju XI. svoj odstop, ki je bil sprejet 28. novembra 1936. Decembra 1936 je torej za vedno zapustil Beograd kot naslovni nadškof Philippopolisa (Plovdiva). Njegov naslednik je postal istega dne ljubljanski profesor teologije Josip Ujčić, ki se je moral sprijazniti z dejstvom, da nikoli več ne bomogoče povrniti izgubljenega premoženja.

#### Kraljevina Srbija jih ni marala
1897 je  Sveti sedež zaupal frančiškanom katoliške misijone v Srbiji. Za apostolskega upravitelja (oziroma apostolskega prefekta) je Leon XIII. imenoval Iva Vujičića, ki so se mu pridružili še trije sobratje – vendar jim Srbija ni dovolila vstopa. 
Zato je Benedikt XV. po končani 1. svetovni vojni zopet zaprosil 5. maja 1919 frančiškansko vodstvo Bosne Srebrne, naj vendarle prevzamejo duhovno oskrbo katoličanov v novonastali državi Slovencev, Hrvatov in Srbov, a na področju nekdanje Srbije. Oblasti sedaj niso nasprotovale in tako so mogli frančiškani poleg Beograda sprejeti v upravo še župnije Kraljevo, Smederevo, Šabac, Niš, Peč, Glođane, Zjum in Zlokučane.

#### Gradnja samostana
Ko so prišli frančiškani v Beograd, so takoj po prihodu, 3. avgusta 1926 začeli graditi samostan ter se vanj vselili novembra 1927. Župnija Svetega Antona Padovanskega je bila ustanovljena 8. decembra 1926 in inkardinirana frančiškanskemu redu. Bili so pa tako revni in darovi so kapljali tako počasi, da pridnim delavcem - Madžarom iz Vojvodine ter njihovemu vodji Barti - kakor tudi mojstrom - niso mogli ničesar vplačati vnaprej, ampak samo sproti ali pa šele po opravljenem delu. Poznali so se pa že iz Bečkereka - kjer je bil Rodič najprej upravitelj - in vsi so vedeli, da živijo in škof in frančiškani res skromno, takorekoč po Frančiškovo - ter niso bili zahtevni.

#### Gradnja cerkve in njena ureditev
Na vrsto je prišla sedaj graditev cerkve. Želeli so proslaviti svojega priljubljenega svetnika, svetega Antona Padovanskega, da bi lahko obenem z otvoritvijo nove cerkve praznovali tudi Antonovo sedemstoletnico smrti (1195-1231). 
Najprej so torej poskrbeli za svoje stanovanje-samostan, nato je prišla na vrsto Božja hiša-cerkev. Če se prejšnji gvardijan na umetnost ni ravno razumel dosti, je novo vodstvo dobro premislilo, komu daje naročilo: za načrte so se obrnili na takrat že svetovno znanega slovenskega stavbenika Plečnika. 
Cerkev brez opreme in vhoda so dokončali v treh letih; na skupnih temeljih - ki imajo obliko sv. Antona, je zgrajen tudi prvi del zvonika do višine cerkvene strehe. Kljub pomanjkanju denarja - vmes je udarila še svetovna gospodarska kriza - so skoraj dosegli ta cilj in cerkev spravili pod streho do leta 1932. Temeljni kamen je blagoslovil 6. oktobra 1929, novo cerkev pa 8. decembra 1932 "njihov" beograjski nadškof Rafael Rodič.
Sledilo je opremljanje cerkve, ki še danes ni končano. Pod Plečnikovim umetniškim vodstvom je 1934 izdelal kip Srca Jezusovega iz lipovega lesa ljubljanski kipar Božo Pengov, ki je 1938 dokončal tudi Marijin oltar z Marijino podobo. Darove za gradnjo te drage stavbe so prispevali dobrotniki iz Beograda in cele Jugoslavije; med drugimi so bili gradnji zelo naklonjeni tudi frančiškani „Bosne Srebrne“, ki so cerkvi podarili v Sarajevem izdelane klopi iz hrastovine.
1956 so na glavni oltar postavili bronasti kip svetega Antona, ki ga je v Ameriki izdelal svetovno znani kipar Ivan Meštrović. 1958 je bil zgrajen predstavitveni atrij, a naslednje leto so cerkev tlakovali z raznobarvnimi marmornati ploščami. Lestenca sta delo Plečnikovega učenca in sodelavca Valentinčiča. Po Plečnikovi smrti je napravil spremenjeni načrt za dokončanje zvonika te beograjske cerkve sv. Antona, ki pa v nekaterih podrobnostih ne dosega pronicljivih zamisli njihovega prvotnega načrtovalca - Plečnika.. 
Plečnik si je namreč zamislil za to edinstveno cerkev med Vzhodom in Zahodom bogato opremo do vseh podrobnosti, ki jih je za življenja spremljal z samo njemu lastno natančnostjo. Glede na vzhodne umetniške načine je med drugim predvidel tudi mozaike in freske, ki pa še manjkajo in bi obogatili ter pričarali nebeški odsvit po celem obodu notranjih zidov. Mozaike naj bi po predvidevanjih izdelal priznani mozaikar Marko Rupnik, ki pa ga za sedaj splet nesrečnih okoliščin pri tem ovira.
Za Plečnikovo Cerkev sv. Antona so pomembne torej zlasti štiri letnice: 1929 kot začetek in 1932 kot konec gradnje; 1950 kot začetek izdelave atrija (ta letnica je vsaj vklesana nad vhodom) in 1962 kot dozidava zvonika. Cerkev sv. Antona je končno tega leta, 2. maja 1962, posvetil tedanji beograjski nadškof Bukatko, ki je tudi na prošnjo slovenskih vernikov in salezijanca Jelena, domačega organista Bana kakor tudi njegove matere in vodilne pevke Rozike, in seveda ob soglasju župnika Avguština omogočil tudi slovensko mašo ob vsakoletnem slovesnem praznovanju sv. Antona, ki ga neizogibno spremlja tudi blagoslov otrok in Antonovih lilij.

#### Stolp ni kriv, da je kriv
Možnosti za izgradnjo zvonika so se pokazale šele leta 1960, ko so žrtvovali del že tako majhnega vrtička, ter zgradili visok zvonik po malce spremenjenih načrtih. Zaradi pomanjkanja prostora so morali zvonik postaviti na svoj zelenjavni vrt, ki seveda ne bi bil trdna podlaga še za kako manjšo stavbo. Zemljišče res ni bilo zadosti trdno, ker se je sestava spreminjala; obenem pa strokovnjaki menijo, da niti temeljev niso postavili zadosti močnih zaradi pomanjkanja denarja - in počasi se je velikanski zvonik začel nagibati - še hitreje kot tisti v Pisi, ki je precej nagnjen, vendar kljubuje času že skoraj celo tisočletje - seveda so mu pomagale tudi kot žafran drage sanacije. Ta beograjski krivi stolp pa so od cerkvene stavbe morali ločiti, da pri nagibanju ali celo padanju ne bi potegnil za seboj še stavbe - in so presekali vse vezi, ki so ga vezale na cerkev ter temelje krepko utrdili - da sedaj popolnoma samostojno stoji in se enakomerno seseda; kljub temu se rahlo nagiba na desno. Proti pričakovanjem pa še zmeraj stoji trdno, čeprav nagnjeno - in so na to svojo nenavadno znamenitost Beograjčani zelo ponosni.
52 metrov visok stolp je bil v začetku zgrajen iz opeke in betona na isti podlagi kot cerkev; po mnenju strokovnjakov temelji za tako gmoto že na začetku niso bili dovolj globoki. Ko so ob koncu gradnje opazili, da se zvonik počasi nagiba, so presekali njegovo povezavo s cerkvijo v upanju, da se bo gibanje ustavilo. Pri končani gradnji (1962) so namreč ugotovili, da vrh zvonika odstopa od osnove za 42 centimetrov. Po letu 2000 naj bi bilo to odstopanje 45 cm in priljubljeni frančiškanski misijonar Lipovac, ki je dolga leta deloval v Afriki, je prepričan, da je zvonik zanesljiv, da so nagibanje uspeli zaustaviti in da bo tako nakrivljen Plečnikov stolp še dolgo varno stal.
Kljub omenjenim ukrepom pa se ukrivljenost ne zmanjšuje in danes znaša že kar 120 centimetrov. Da se ne bi zgodila kaka nepredvidenost, je iz varnostnih razlogov obiskovalcem prepovedan vstop na nenavaden zvonik, ki je pravzaprav z zvonenjem ne le glasnik miru, ampak s svojo višino vrh Vračarskega griča tudi ena najlepših beograjskih razglednih točk.

### Versko in kulturno življenje
Župnijske matične knjige vodijo frančiškani od 20. februarja 1921, ko je bil opravljen prvi krst. Ta župnija pa je štela 1935. leta že 6500 vernikov; leta 1963 nekaj manj, torej 4300; 1991 pa le še okrog 600; danes je vernikov okrog 400. Za primerjavo je bilo leta 1939 147 krstov, 102 poroki in 54 pogrebov. Z leti je padalo število krstov, raslo pa število pogrebov; tako je bilo 1973 krstov 22, poroke 3, pogrebov pa kar 35. 2003 so bili 4 krsti, 7 porok (od tega 5 "sanatio in radice"), pogrebov pa 20. 
Med vojnama so v župniji delovale redovnice usmiljenke in šolske sestre; tu delujejo tudi Foucauldove Jezusove male sestre.veliko dobrega so naredile društva kot Frančiškov Tretji red, Častna straža Srca Jezusovega in Kruh svetega Antona. Od pobožnosti so se ohranile "13 torkov v čast svetemu Antonu", ki jih opravljajo po celem beograjskem področju; kakor tudi Antonova in Frančiškova tridnevnica.
Število katoličanov se zmanjšuje zaradi malega števila otrok, torej "sodobnega" načrtovanja družine, pa tudi izseljevanja v druge dele mesta, kakor tudi zaradi stalnega pritiska pravoslavne večine v smeri asimilacije, kar se čuti tudi v porastu nacionalizma zlasti od Miloševićevih časov pa vse do danes. V njegovem času so morale zaradi "nujnih gradbenih del" oditi iz svojega samostana šolske sestre. Tako je 2016 župnija štela le še okoli 300 vernikov, saj se jih je precej - tudi redovnic - izselilo tja, od koder so se priselili v Srbijo njihovi predniki. 
Od 1977 lahko obhajajo Slovenci na praznik svetega Antona 13. junija tudi slovensko mašo; takrat je pri naslednji, pontifikani maši v srbohrvaščini bila cerkev dobesedno nabito polna mladih in starih vernikov - tako katoličanov kot pravoslavcev; dandanes so te slovesnosti v primerjavi z jugoslovanskimi časi veliko skromnejše.
Ta nenavadna cerkev, Plečnikova mojstrovina, je izredno akustična; zato v njej poleg rednega petja odličnega mešanega cerkvenega zbora, ki ga je delj časa vodil Slovenec Ban, večkrat prirejajo odličnejši zbori glasbene nastope. Med njimi izstopa slovenski Ekumenski moški zbor (EMZ), ki ga je ustanovil 1970 slovenski salezijanec Herman Habič, in vse do danes nastopa ob večjih slovesnostih tako po beograjskih katoliških kot pravoslavnih cerkvah. 
Včasih lahko na svoje veliko veselje Beograjčani prisostvujejo orgelskim festivalom, ki jih izvajajo na orglah, ki so – po izročilu – zadnji opus znamenitega ljubljanskega orglarja Franca Jenka; izdelane so 1966 in imajo 36 registrov ter 3 manuale. Glasbeno razvajeni meščani pa koncerte še rajši poslušajo vsako leto v stolnici Blažene Device Marije na Vračarju, kjer imajo za take slovesnosti ustreznejše in večje orgle.

#### Zavarovana kulturna dediščina
Umetnostni zgodovinarje menijo, da je kljub lepemu številu sakralnih stavb verjetno najizvirnejša cerkev in umetniško najbolj dovršena na beograjskem področju prav Cerkev svetega Antona Padovanskega na Rdečem križu, v občini Zvezdara (=Zvezdarna). 
Že od začetka so se frančiškani borili z revščino in niso imeli niti denarja niti možnosti, da bi za samostan in cerkev kupili obširnejšo in primernejšo parcelo. Sam umetnik Jože Plečnik - ki jih je dobro poznal že iz Ljubljane in je pravzaprav tudi sam prakticiral frančiškansko duhovnost - jim je (pa ne samo njim) kot globokoveren katoličan zastonj narisal dragocene načrte za izvirno cerkev, ki naj bi na neki način s svojo starokrščansko zasnovo povezovala sodobni Beograd s prakrščansko skupnostjo oziroma z začetki krščanstva tudi na teh tleh. Velika težava pa je bila že od začetka tudi pomanjkanje prostora, kar povzroča srbi tudi danes; okoli cerkve zadnje čase brnijo buldožerji, kajti visoke novogradnje (verjetno po balkanski navadi kar na črno) rastejo v neposredni bližini okoli cerkve kot gobe po dežju. 
Čeprav je bila cerkev 2010 razglašena za kulturno dediščino velike vrednosti za celotno Republiko Srbijo, novih naročiteljev in graditeljev to ne ovira pri postavljanju novih blokov. Ljubitelji kulturne dediščine si postavljajo vprašanje, kako dolgo bo lahko ta veličastna stoletna umetnina še zdržala tolikšne pretrese. Verjetno bi bilo dobro, da bi se dobrososedski odnosi med Slovenijo in Srbijo pokazali tudi v skupnih naporih, kako najbolje zavarovati to kulturno dobrino ne samo Srbije, ampak vsega človeštva. 
Plečnikova umetnina – Cerkev svetega Antona Padovanskega v Beogradu – je torej razglašena ne le zaradi starosti, ampak predvsem zaradi visoke umetniške vrednosti za "prvorazredno kulturno dobrino mesta Beograda" leta 2010. Novogradnje okoli nje ogrožajo varnost in trdnost ne le same cerkve in samostana, ampak še bolj zvonika, ki je že tako nagnjen nad dovoljenim in je iz varnostnih razlogov prepovedan njegov obisk. Zanimivo, da po širšem območju mesta Beograda nikjer ni videti podobne črnogradenjske mrzlice okoli kake pravoslavne cerkve ali samostana, ki - ne brez razloga - imajo redno postavljeno okoli trdno ograjo ali celo obzidje, ki čvrsto omejuje njihovo posest v tako imenovani „porti“. 

### Zavarovana - vendarle nedokončana
Cerkev Svetega Antona, kot delo priznanega stavbenika Plečnika, ki je v Beogradu postavil "edinstveno delo posebnih in redkih arhitektonskih vrednosti", je prišteta med „zavarovano kulturno dediščino v Republiki Srbiji“ leta 2010.
Čeprav je Plečnik cerkev načrtoval že davnega leta 1929, današnjo podobo pa je dobila šele po njegovi smrti, vendar dve tretjini načrtovanega še ni uresničenega. Zato bi bilo nujno, "da Slovenija še naprej podpira to prečudežno arhitektura, da bi končno dobila svojo dopolnitev“ – vsaj ob stoletnici blagoslovitve temeljnega kamna – leta 2029. Po besedah tretjega zaporednega  Slovenca  med beligrajskimi nadškofi je namreč „umetnost tisti najplemenitejši prispevek, ki združuje narode." 

### Navedka
Zadnje čase to cerkev - zlasti zaradi njene visoke umetniške vrednosti - vedno bolj obiskujejo tudi Slovenci. "Vsak trenutek, tudi vhod, ko vstopamo v cerkev, vrata in številne druge podrobnosti so zares nekaj izjemnega."
Frančiškanski župnik Alandžak
V cerkvi Svetega Antona v Beogradu je Plečnik povezoval najlepše z Vzhoda in Zahoda, sporočila, ki živijo tudi danes: "Da ostanemo vedno odprti za univerzalnost, a ne izgubimo lastne identitete." 
Beograjski nadškof Hočevar

### Cerkev Sv.Antona v Beogradu
(slovensko)
- (PDF) Plečnikova cerkev sv. Antona Padovanskega v Beogradu (researchgate.net)
- Beograjski poševni stolp s slovenskim podpisom (delo.si) Zorana Baković
- Dan v Beogradu – Živi za danes (zivi-za-danes.com)
- Plečnikov pečat v Srbiji, v katerem je združil najlepše z Vzhoda in Zahoda - RTV SLO
- Plečnikova cerkev sv. Antona Padovanskega v Beogradu | Acta historiae artis Slovenica (zrc-sazu.si)
- Jože Plečnik: Cerkev sv. Antona Padovanskega v Beogradu – Outsider – revija, ki presega meje Besedilo in fotografije: Aleksander Vujović

(srbsko)
- Jelena Tepavac: Crkva Svetog Antuna Padovanskog - Beogradski krivi toranj sa Smederevskog Đerma (011info.com)
- The church of St. Anthony of Padua in the catalog www.beogradskonasledje.rs; in SerbianCrkva svetog Antuna Padovanskog]
- "Crkva Svetog Antuna Padovanskog u Beogradu – ocena zaštite spomenika i smernice obnove", author Petar Krečič
- Gde se nalazi Krivi toranj u Beogradu
- Da li ste znali da i Beograd ima svoj krivi toranj? - Dnevnik Blic, Beograd
- I Beograd ima svoj "KRIVI TORANJ" Na obodu Vračara uzdiže se IMPRESIVNA I NEOBIČNA građevina: Crkva Svetog Antuna Padovanskog - Blic
- Otvaranje festivala 13. Dani orgulja u Crkvi sv. Antuna 2015 - Blic
- Crkva svetog Antuna – beotura Pripremila: Ana Serafijanović

(hrvaško)
- Sv. Antun Padovanski proslavljen u Beogradu 2024| Bosna Srebrena
- Crkva sv. Ante Padovanskog - Beograd | Zavod za kulturu vojvođanskih Hrvata (zkvh.org.rs)

(angleško)
- "The church of St. Anthony of Padua - Crkva sv. Antuna Padovanskog", avtor Hana Tucić; izdal Zavod za varstvo spomenikov kulture mesta Beograda; v angleščini in srbščini (Beograd, 2011)
- St. Anthony of Padua, Belgrade - Beogradska nadbiskupija (kc.org.rs)

### Jože Plečnik
(slovensko)
- Jože Plečnik CV • MGML
- Jože Plečnik, slovenski arhitekt, ki je dodobra zaznamoval Slovenijo - Slovenec
- Oris: Jože Plečnik, ob 150. letnici rojstva našega največjega arhitekta - domžalec.si (domzalec.si)
- Jože Plečnik – Zgodovinski portal (zgodovina.si)